# دايفيد باتريك
دايفيد باتريك (بالإنجليزية: David Patrick) (و. 1960 – م) هو منافس ألعاب قوى، من الولايات المتحدة الأمريكية، شارك في ألعاب أولمبية صيفية 1992، وألعاب أولمبية صيفية 1988.

## روابط خارجية
- دايفيد باتريك على موقع الاتحاد الدولي لألعاب القوى (الإنجليزية)
- دايفيد باتريك على موقع أوليمبيديا (الإنجليزية)